# أندري مارك
أندري مارك (بالرومانية: Andrei Marc)‏ (29 أبريل 1993 ببياترا نيامتس في رومانيا - ) هو لاعب كرة قدم روماني في مركز الهجوم. شارك مع منتخب رومانيا تحت 21 سنة لكرة القدم. أما مع النوادي، فقد لعب مع دينامو بوخارست ونادي بياترا نيامتس.

## وصلات خارجية
- أندري مارك على موقع الاتحاد الأوربي (الإنجليزية)
- أندري مارك على موقع اتحاد تركيا (لاعب) (الإنجليزية)
- أندري مارك على موقع قاعدة بيانات كرة القدم.إي يو (الإنجليزية)
- أندري مارك على موقع Soccerway.com (الإنجليزية)
- أندري مارك على موقع عالم كرة القدم.نت (الإنجليزية)